# Makowiec (Mazovie)
Pour les articles homonymes, voir Makowiec.
Makowiec (prononciation : [maˈkɔvjɛt͡s]) est un village polonais de la gmina de Skaryszew dans le powiat de Radom de la voïvodie de Mazovie dans le centre-est de la Pologne.
Il se situe à environ 7 kilomètres au nord de Skaryszew (siège de la gmina), 6 kilomètres au sud-est de Radom (siège de le powiat) et à 96 kilomètres au sud de Varsovie (capitale de la Pologne).
Le village compte approximativement une population de 1 200 habitants.

## Histoire
De 1975 à 1998, le village appartenait administrativement à la voïvodie de Radom.